# Бенджамин, Флоэлла
Флоэлла К. Й. Бенджамин, баронесса Бенджамин (англ. Floella K. Y. Benjamin, Baroness Benjamin, род. 23 сентября 1949 года, в Пуэнт-а-Пьер, Тринидад и Тобаго) — британская актриса, общественный деятель, публицист, телевизионная ведущая, деятель бизнеса и бывшая канцлер Эксетерского университета (2006—2016). Длительное время вела на телевидении программы для детей, такие, как Play School и Play Away. Дама-командор ордена Британской империи. В 2022 году была награждена Орденом Заслуг.
Эмигрировала в Великобританию в 1960 г. Не окончив Подготовительную школу Роузмид, ушла работать в банк, продолжала обучение в вечерней школе. Выступала актрисой в мюзиклах Вест-Эндского театра, после чего в 1976 г. стала ведущей детских телевизионных программ. Помимо телепередач, снялась в ряде эпизодических ролей. С 1987 г. возглавляет собственную компанию, занимающуюся подготовкой телевизионных программ.
Опубликовала несколько десятков книг, в том числе автобиографию «Приезд в Англию» (Coming To England, 1997).
За деятельность на телевидении награждена Орденом Британской империи в 2001 году. К этому времени она была избрана председателем Британской академии кино и телевизионных искусств. Занимает должность вице-президента благотворительной организации «Королевское общество Содружества».
В 2006 году получила от Эксетерского университета почётную степень доктора словесности за свой вклад в литературу Великобритании., и в том же году назначена канцлером Эксетерского университета. В годы руководства Ф. Бенджамин академический рейтинг университета существенно возрос (подробнее см. в статье Эксетерский университет) и в ряде случаев вышел в первую десятку британских университетов.
В 2008 году также заняла должность заместителя лорда-лейтенанта Большого Лондона.
С 2010 г. — пожизненный член Палаты лордов (номинирована либералами), ей присвоен титул баронесса Бенджамин.

## Фильмография
| Год  |     | Русское название     | Оригинальное название   | Роль           |
| ---- | --- | -------------------- | ----------------------- | -------------- |
| 2007 | ф   | Версия (фильм, 2007) | Rendition               | Сотрудница ЦРУ |
| 2007 | ф   | Беги, толстяк, беги  | Run Fatboy Run          | Мама Либби     |
| 2004 | кор |                      | Brand Spanking          | School Tannoy  |
| 1977 | ф   | Чёрная радость       | Black Joy               | Мириам         |
| 1975 | ф   | Я не хочу рождаться  | I Don't Want to Be Born | 1-я медсестра  |